# Lipoptena sepiacea
Lipoptena sepiacea är en tvåvingeart som beskrevs av Speiser 1905. Lipoptena sepiacea ingår i släktet Lipoptena och familjen lusflugor. Inga underarter finns listade i Catalogue of Life.